# Arquennes
Arquennes, antigament Arquennes-sur-Samme (neerlandès Arkene) és un antic municipi de Bèlgica a la vall del Samme que el 1r de gener de 1977 va fusionar amb Seneffe.

## Monuments
- Castell de la Rocq[2]

## Persones
- Monique Hanotte (1920–2022), resistent, membre de la Xarxa Cometa, en acabar la Segona Guerra Mundial hi va residir fins a l'any 1997[3]